# Absolution (christianisme)
Pour les articles homonymes, voir Absolution.

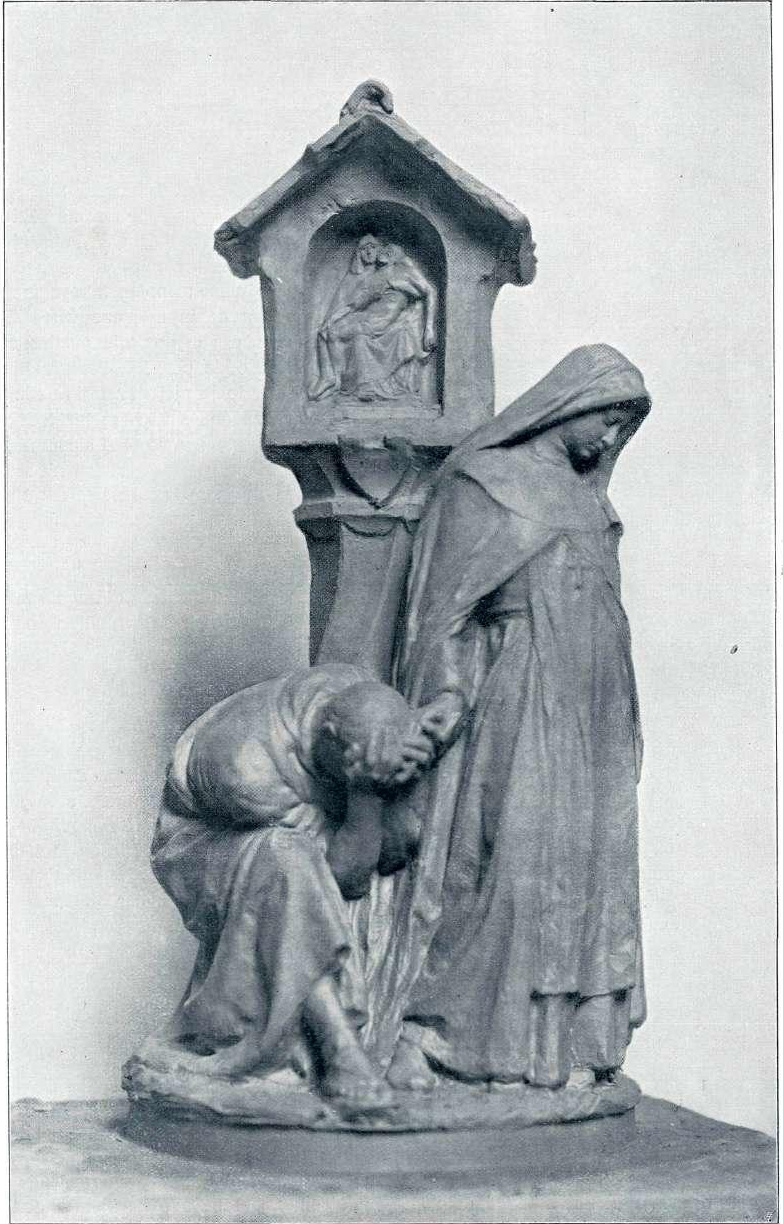
Te absolvo, une œuvre de Josip Urbanija (1910).

Dans le christianisme, l’absolution est le pardon que Dieu accorde à celui qui se repent de ses péchés. 
Les traditions catholique et orthodoxe ont développé une forme sacramentelle de l’absolution, c’est-à-dire un rite religieux, par lequel le pénitent considère qu’il est pardonné par Dieu. C’est le sacrement de réconciliation.

## Catholicisme

### Description et sens
L’absolution des péchés, qui est la dernière (et plus importante) partie du sacrement de réconciliation, a un sens passif et actif. Dans son sens passif, c'est le pardon de Dieu qui est effectivement donné par le sacrement. Cela requiert, du côté du prêtre, qu’il exerce le pouvoir spirituel reçu lors de son ordination sacerdotale, et du côté du pénitent qu’il exprime son repentir (acte de contrition, confession des péchés) et sa détermination à s’amender et particulièrement à réparer autant que possible le tort commis par son péché (ce que l’on appelle la "satisfaction").

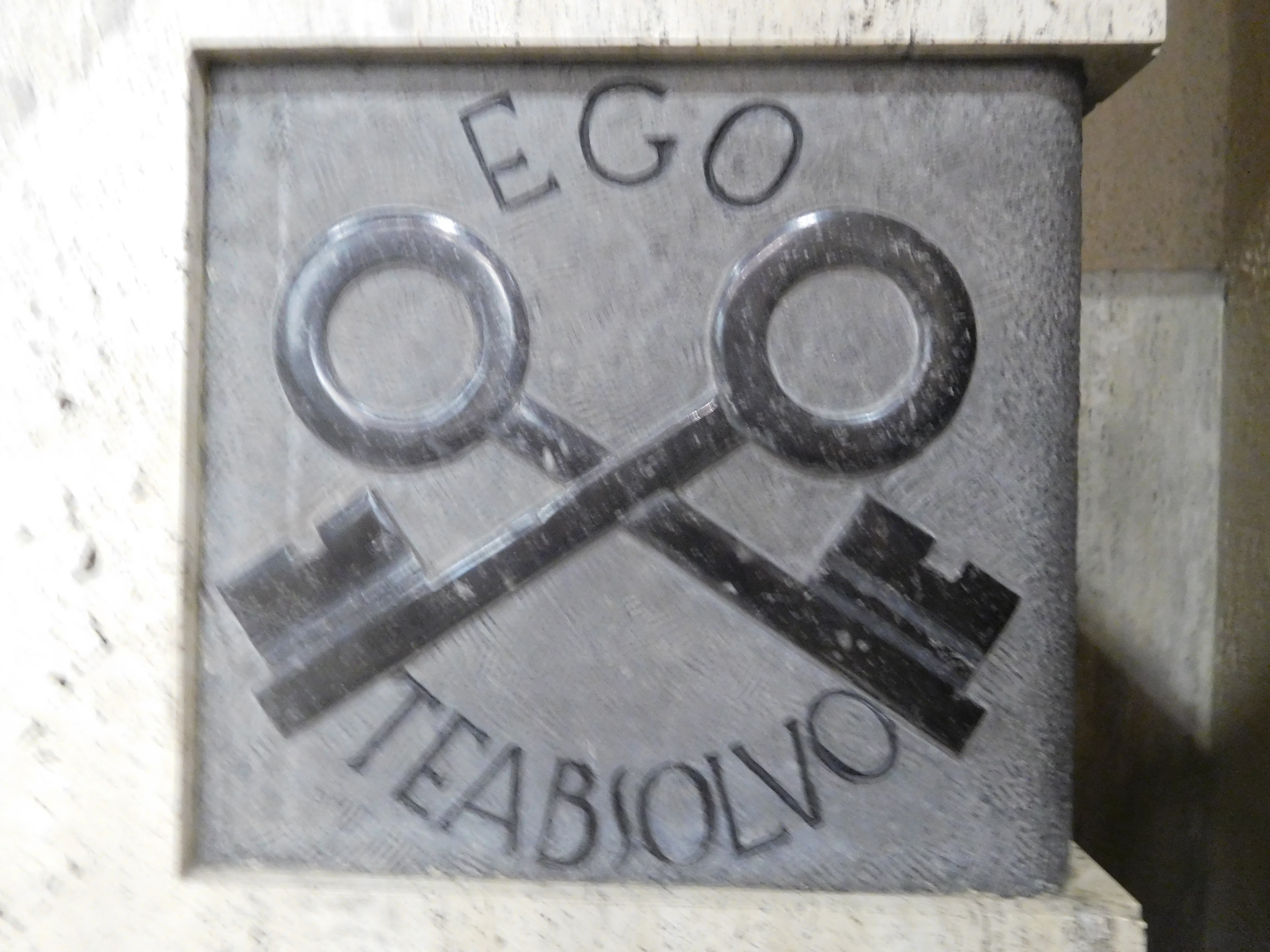
Formule de l'absolution sur un confessionnal, à Bruxelles.

La formule sacramentelle complète d’absolution est : « Que Dieu notre Père vous montre sa miséricorde ! Par la mort et la Résurrection de son Fils, il a réconcilié le monde avec lui et il a envoyé l’Esprit Saint pour la rémission des péchés ; par le ministère de l’Église , qu’il vous donne le pardon et la paix ! Et moi, au nom du Père et du Fils et du Saint-Esprit, je vous pardonne tous vos péchés ».

### Rite sacramentel
Lors de la célébration du sacrement de réconciliation, l’absolution est donnée par le prêtre in persona Christi à la fin du rituel.

## Sources
- Le sacrement de pénitence et de réconciliation, Liturgie & Sacrements (catholique)
- « Dictionnaire de théologie catholique/Absolution des péchés - Wikisource », sur fr.wikisource.org (consulté le 26 septembre 2023)